# (75564) Audubon
(75564) Audubon ist ein Asteroid des inneren Hauptgürtels, der am 2. Januar 2000 vom US-amerikanischen Amateurastronomen Charles W. Juels am Observatorium in Fountain Hills, Arizona (IAU-Code 678) entdeckt wurde.
Der Asteroid wurde am 13. Juni 2006 nach dem US-amerikanischen Ornithologen und Zeichner John James Audubon (1785–1851) benannt, der vor allem durch sein Hauptwerk Die Vögel Amerikas bekannt ist.